# هراچیا آشوغیان
هراچیا گئورگی آشوغیان (ارمنی: Հրաչյա Գևորգի Աշուղյան؛ زادهٔ ۷ اکتبر ۱۹۳۸ - درگذشته ۱۳ مهٔ ۲۰۱۹) نمایش‌پرداز و استاد اهل ارمنستان بود. وی بین سال‌های ۱۹۷۵ تا - میلادی فعالیت می‌کرد.

## زندگی‌نامه
وی در ۷ اکتبر ۱۹۳۸ در تفلیس به دنیا آمد و از انستیتو دولتی هنری و نمایشی ایروان (۱۹۶۳) فارغ‌التحصیل شد. گئورگ آشوقیان پدر وی بود. وی در فرهنگستان دولتی تئاتر سوندوکیان به عنوان کارگردان (۱۹۶۳–۱۹۷۵)، انستیتو دولتی سینما و تئاتر ایروان (۱۹۶۷) و دانشگاه دولتی علوم پرورشی خاچاطور آبوویان ارمنستان (۱۹۹۲) فعالیت می‌کرد. وی برنده جوایزی همچون مدال موسس خورناتسی (۲۰۰۱)، جایزه دولتی ارمنستان شوروی (۱۹۸۵)، هنرمند مردمی جمهوری ارمنستان (۲۰۰۶)، مدال طلای اتحادیه هنرمندان تئاتر ارمنستان، چهره هنری شایسته جمهوری ارمنستان و شهروند افتخاری ایروان (۲۰۱۳) است. وی در ۱۳ مه ۲۰۱۹ در سن ۸۰ سالگی در شهر ایروان درگذشت.

## یادداشت
1. ↑  ՀԹԳՄ ոսկե մեդալ
2. ↑  ՀՀ արվեստի վաստակավոր գործիչ